# Lasse Svan Hansen
Lasse Svan Hansen (Stevns, 31 agosto 1983) è un ex pallamanista danese.

## Palmarès

### Club

#### Competizioni nazionali
- Håndboldligaen: 2

GOG: 2003-04, 2006-07
- Coppa di Danimarca: 2

GOG: 2002-03, 2004-05
- Handball-Bundesliga: 3

Flensburg-Handewitt: 2017-18, 2018-19
- Coppa di Germania: 1

Flensburg-Handewitt: 2014-15
- Supercoppa di Germania: 2

Flensburg-Handewitt: 2013, 2019

#### Competizioni internazionali
- Champions League: 1

Flensburg-Handewitt: 2013-14
- Coppa delle Coppe: 1

Flensburg-Handewitt: 2011-12

### Nazionale
- Olimpiadi

 Rio de Janeiro 2016
 Tokyo 2020
- Mondiali

 Germania 2019, Egitto 2021
 Svezia 2011, Spagna 2013
- Europei

 Serbia 2012
 Danimarca 2014
 Slovacchia e Ungheria 2022